# استان ایواته
استان ایواته یکی از استان‌های کشور ژاپن است که در جزیره هونشو قرار گرفته‌است. مساحت آن ۱۵۲۷۸ کیلومترمربع می‌باشد. جمعیت این استان در سال ۲۰۰۰ بالغ بر ۱۳۷۴۰۰۰ نفر برآورد شده‌است.
استان ایواته از نظر تقسیمات کشوری بخشی از ناحیه توهوکو به حساب می‌آید.
مرکز این استان شهر موریوکا است که جمعیتی بیش از سیصد هزار نفر دارد.

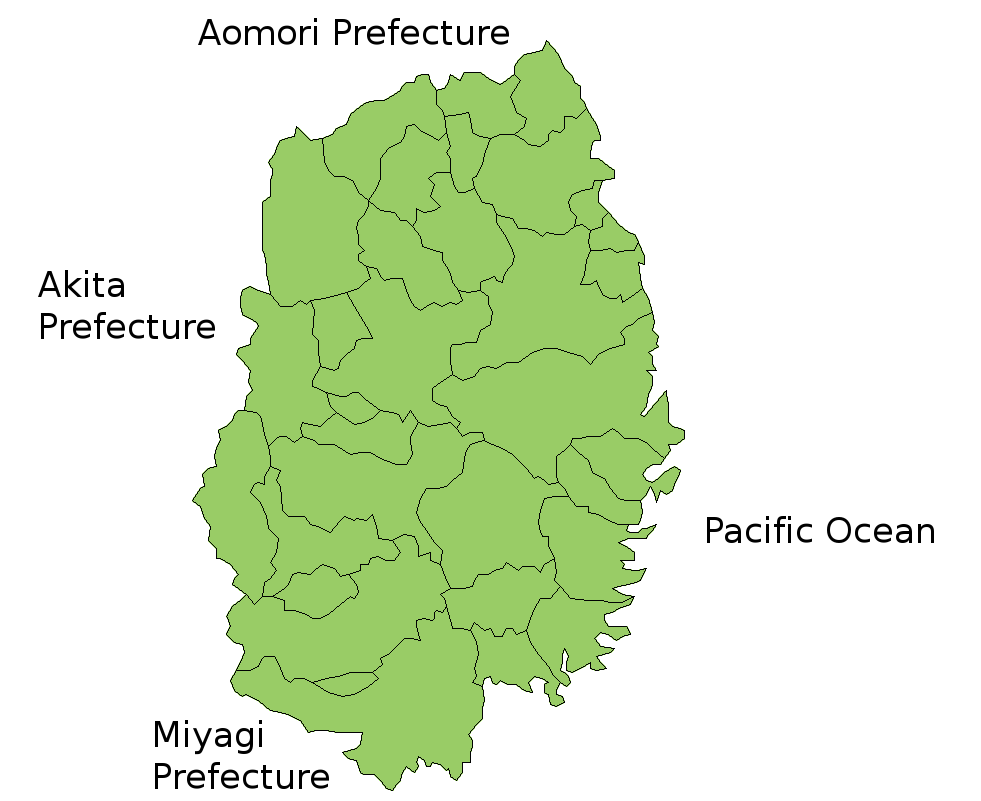

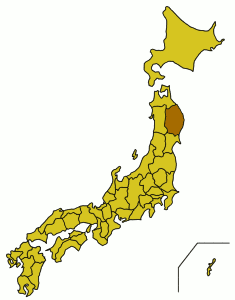